# Micronisus gabar
L'astore gabar (Micronisus gabar (Daudin, 1800)) è un uccello rapace della famiglia Accipitridae. È l'unica specie nota del genere Micronisus.

## Distribuzione e habitat
Questa specie ha un ampio areale che abbraccia la gran parte dell'Africa subsahariana e la penisola Arabica.

## Tassonomia
Sono note le seguenti sottospecie:
- Micronisus gabar aequatorius Clancey, 1987
- Micronisus gabar gabar (Daudin, 1800)
- Micronisus gabar niger (Vieillot, 1823)